# Cancionero (Petrarca)

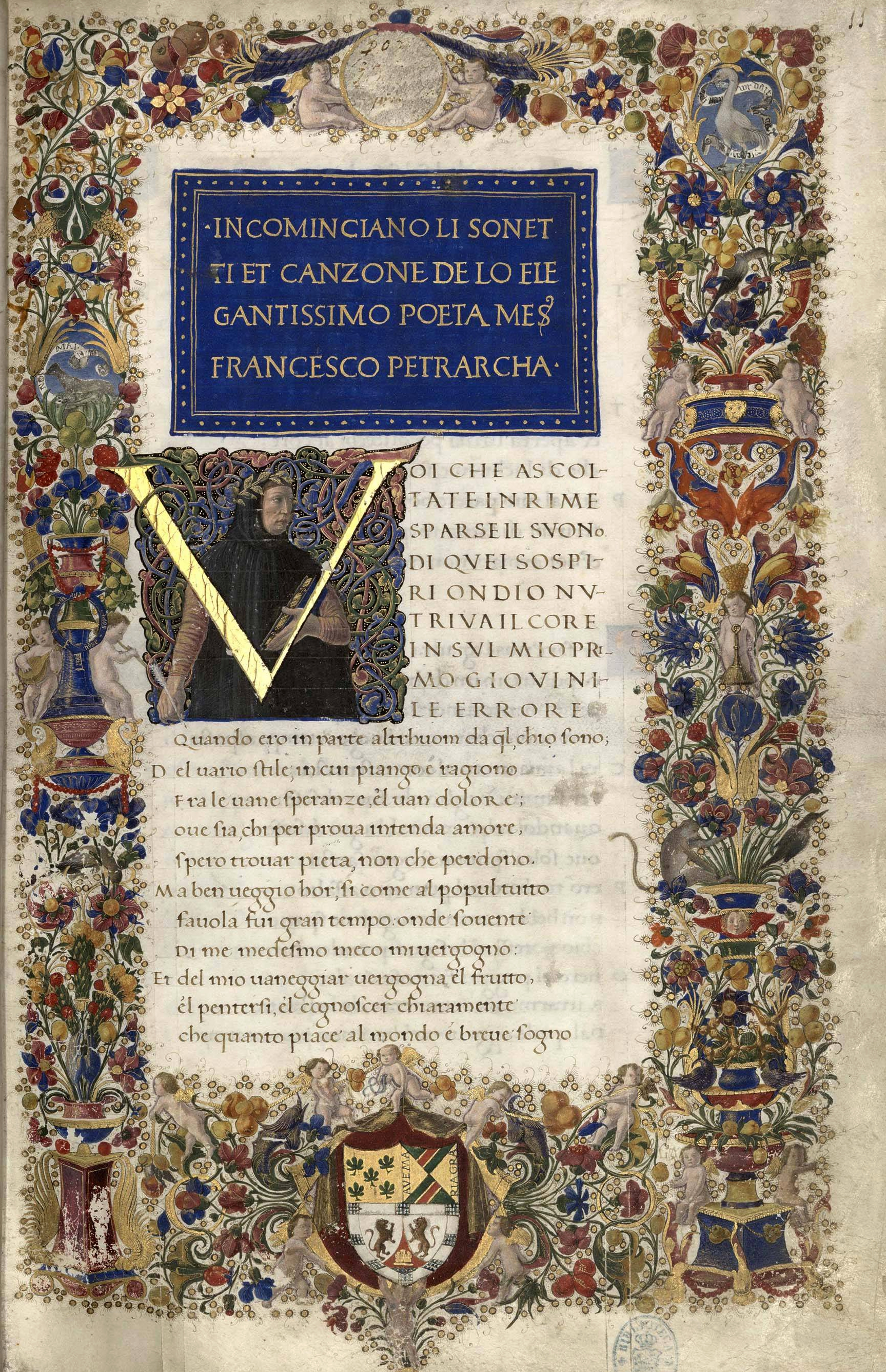
Manuscrito de las obras de Petrarca. Escuela florentina, realizado para el primer duque de Urbino Federico III de Montefeltro (1444-1482). Contiene las Rimas y los Triunfos.

Cancionero (Canzoniere en italiano) es el nombre con que popularmente se conoce la obra lírica en "vulgar" toscano de Francesco Petrarca Rerum vulgarium fragmenta (Fragmentos de cosas en vulgar), entendido vulgar como la concepción moderna de romance, compuesta en el siglo XIV, y publicada por primera vez en Venecia en 1470 por el editor Vindelino da Spira.

## Características

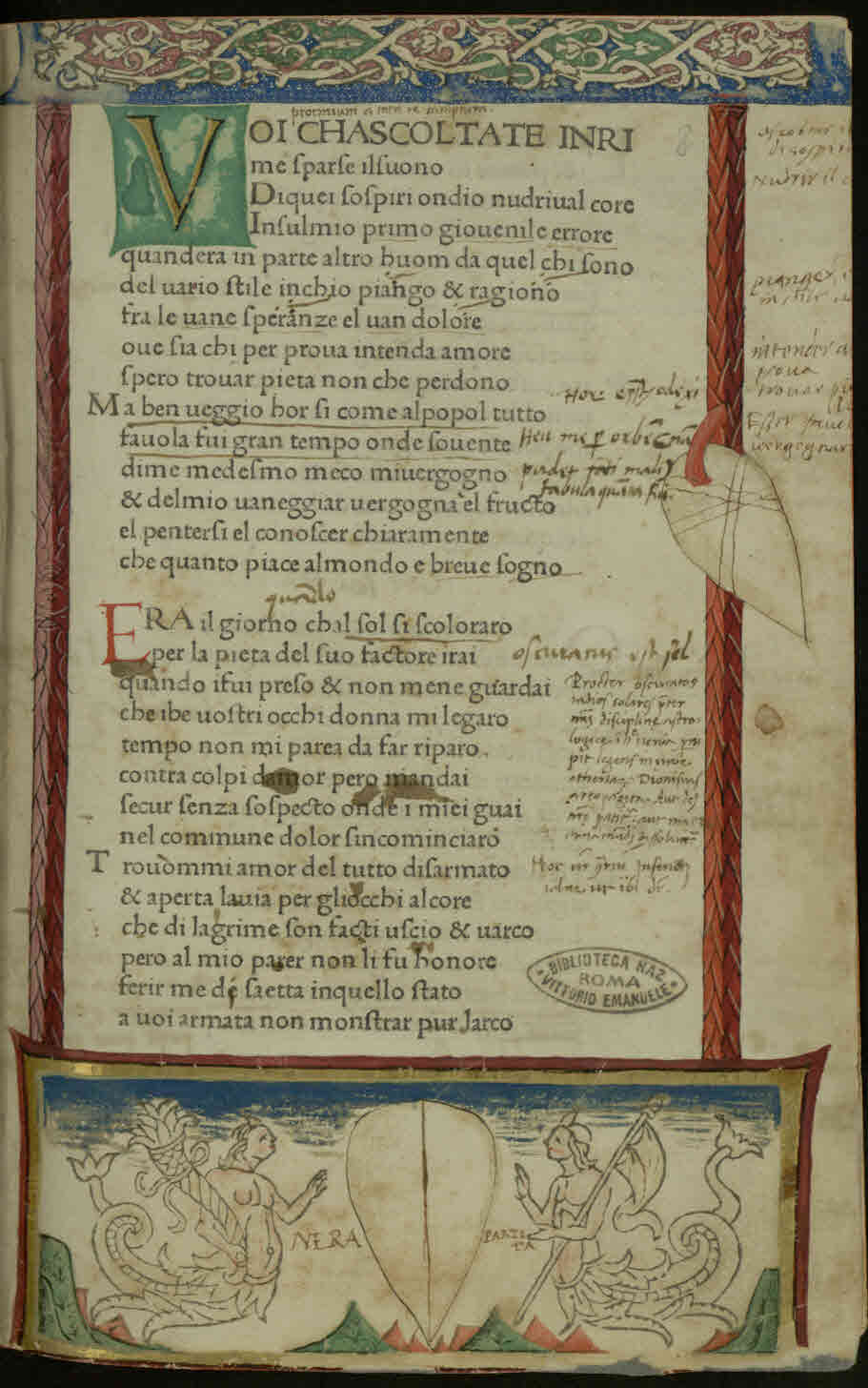
1470

El título original de la obra Francisci Petrarchae laureati poetae Rerum vulgarium frammenta. Aunque Petrarca cifró su gloria poética en sus versos (en latín) y no en sus rimas (en vulgar), que motejaba de fragmenta (fragmentos) y nugellae (naderías), lo cierto es que elaboró cuidadosamente su Cancionero durante años, corrigiendo y reescribiendo, añadiendo y desechando; de manera que la obra poética final se corresponde con un propósito perfectamente meditado y consciente del poeta.
Y así, en su Cancionero, pueden advertirse unas características particulares, requeridas por cualquier otro cancionero posterior al que desee aplicársele el adjetivo de petrarquista:
- La obra, aunque compuesta de fragmentos, de rime sparse, debe ser unitaria.
- El hilo argumental del Cancionero es la vivencia amorosa que se narra en primera persona.
- Debe estar dedicado a una sola dama. Tal es así que Petrarca en el definitivo manuscrito sustituyó una balada (Donna mi vene spesso ne la mente), que podía inducir a creer al lector que había amado más de una Laura. Excepciones a esta regla son el fragmento CLXXI (El nudo en el que Amor me retuviera) o el segundo cuarteto del CCCXVIII (Al caer de una planta, que arrancada).
- El Cancionero debe tener una secuencia narrativa que conduzca al lector a través de la historia del sentimiento amoroso del poeta. Esto se traduce en que los poemas deben aparentar haber sido escritos cronológicamente en el orden en que aparecen en la obra.
- El tema es el amor e non solo. El Cancionero se salpica con poemas a la amistad, políticos, morales, patrióticos o anecdóticos que, al poder ser fechados más fácilmente, sirven para acentuar la progresión narrativa de la que se ha hablado en el punto anterior.
- El Cancionero debe ser polimétrico, de modo que las formas métricas se correspondan con el estado anímico y el mensaje que quiere trasmitir el poeta en cada momento.